# Pic Gallinasse
Le pic Gallinasse (en catalan : pic Gallinàs) est un sommet des Pyrénées orientales culminant à 2 461 mètres d'altitude.
Il fait partie de la serra del Roc Nègre, entre les communes de Valmanya et Corsavy, dans le massif du Canigou.

## Voies d'accès et randonnées
Depuis col de la Cirera (1 731 m), accessible depuis le refuge de Batère par le GR 10, un sentier balisé monte jusqu'à un ressaut nommé Pel de Ca (2 112 m) puis mène au sommet du pic Gallinasse.